# شراب ریوخا

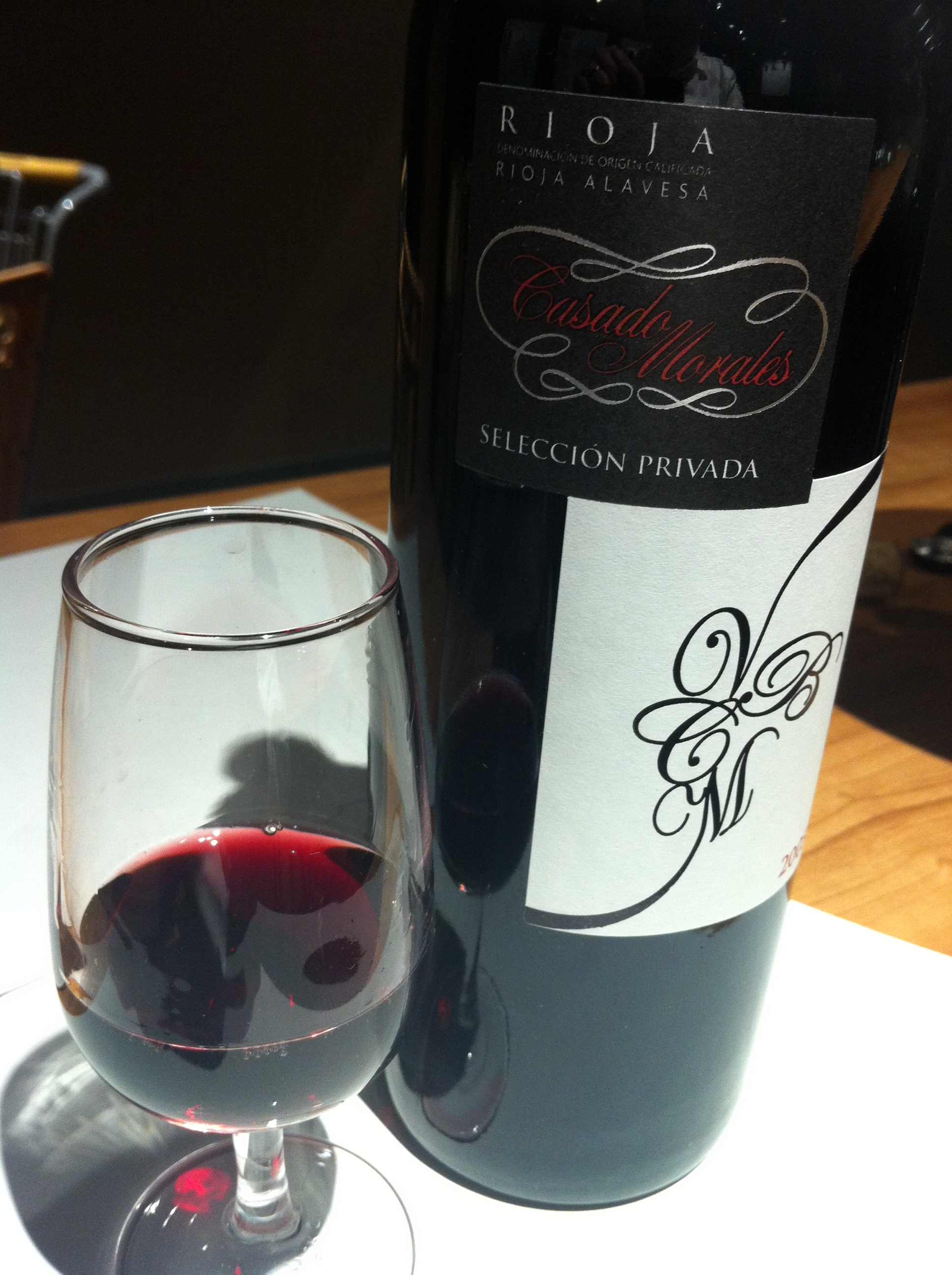
شراب ریوخا

ریوخا (به اسپانیایی: Rioja) نامی انحصاری برای گونه‌ای خاص از شراب اسپانیایی است که به‌طور عمده در مناطق جوامع خودمختار لا ریوخا و سرزمین باسک و نیز به میزان کمتر در ناحیه‌ای کوچکتر از ۲٫۵ کیلومتر مربع از ناوارا و کاستیا و لئون تهیه می‌شود.

## گونه
بر طبق نوع انگور و روند تولید سه نوع از شراب ریوخا وجود دارد:
- شراب قرمز (به اسپانیایی: vino tinto)
- شراب سفید (به اسپانیایی: vino blanco)
- شراب گلی (به اسپانیایی: Vino rosado)

## دسته‌بندی براساس سن
شراب‌های ریوخا بر اساس سن و زمان و مکان جاافتادنشان به سه نوع دسته‌بندی می‌شوند:
- کریانزا (به اسپانیایی: Crianza)، شراب‌های جوان هستند که حداقل یک سال را در بشکه‌های بلوط گذرانده‌اند. برای شراب‌های سفید حداقل دورهٔ جاافتادن در بشکه شش ماه است.
- رزروا (به اسپانیایی: Reserva)، شراب‌هایی هستند که با وسواس انتخاب می‌شوند و زمانی که در بشکه‌های بلوط و بطری سپری می‌کنند، در مجموع حداقل سه سال است که از این سه سال حداقل یک سال از آن باید در بشکه سپری شود و پس از باید حداقل شش ماه در بطری جابیفتند. برای شراب‌های سفید حداقل دورهٔ جاافتادن دو سال است که حداقل شش ماه از آن باید در بشکه سپری شود.
- گرن رزروا (به اسپانیایی: Gran Reserva)، شراب‌های منتخب از انگورهای استثنایی هستند که به مدت ۶۰ ماه برای جاافتادن نگهداری می‌شوند که حداقل دو سال از این مدت را در بشکه‌های بلوط و دو سال در بطری جامی‌افتند. برای شراب‌های سفید حداقل دورهٔ جاافتادن چهار سال است که حداقل شش ماه از آن باید در بشکه سپری شود.